# Campeonato Sul-Americano de Futebol Feminino Sub-17
O Campeonato Sul-Americano de Futebol Feminino Sub-17 é uma competição de futebol feminino realizada pela Confederação Sul-Americana de Futebol (CONMEBOL) a cada dois anos. Teve sua edição inaugural em 2008 e serve como qualificatória para a Copa do Mundo de Futebol Feminino Sub-17 da FIFA.

## Resultados
| Ano           | Sede      | Campeão    | Vice-campeão | Terceiro lugar | Quarto lugar |
| ------------- | --------- | ---------- | ------------ | -------------- | ------------ |
| 2008 detalhes | Chile     | Colômbia   | Brasil       | Paraguai       | Argentina    |
| 2010 detalhes | Brasil    | Brasil     | Chile        | Venezuela      | Paraguai     |
| 2012 detalhes | Bolívia   | Brasil     | Uruguai      | Colômbia       | Argentina    |
| 2013 detalhes | Paraguai  | Venezuela  | Colômbia     | Paraguai       | Chile        |
| 2016 detalhes | Venezuela | Venezuela  | Brasil       | Paraguai       | Colômbia     |
| 2018 detalhes | Argentina | Brasil     | Colômbia     | Uruguai        | Venezuela    |
| 2022 detalhes | Uruguai   | Brasil     | Colômbia     | Chile          | Paraguai     |
| 2024 detalhes | Paraguai  | Brasil     | Colômbia     | Equador        | Paraguai     |
| 2025 detalhes | Colômbia  | A disputar | A disputar   | A disputar     | A disputar   |

## Resultados por país
| Equipe    | Campeão                           | Vice-campeão                | Terceiro lugar        |
| --------- | --------------------------------- | --------------------------- | --------------------- |
| Brasil    | 5 (2010, 2012, 2018, 2022 e 2024) | 2 (2008 e 2016)             | —                     |
| Venezuela | 2 (2013 e 2016)                   | —                           | 1 (2010)              |
| Colômbia  | 1 (2008)                          | 3 (2013, 2018, 2022 e 2024) | 1 (2012)              |
| Chile     | —                                 | 1 (2010)                    | 1 (2022)              |
| Uruguai   | —                                 | 1 (2012)                    | 1 (2018)              |
| Paraguai  | —                                 | —                           | 3 (2008, 2013 e 2016) |
| Equador   | —                                 | —                           | 1 (2024)              |